# Mycetophila magnicauda
Mycetophila magnicauda är en tvåvingeart som beskrevs av Gabriel Strobl 1895. Mycetophila magnicauda ingår i släktet Mycetophila och familjen svampmyggor. Arten är reproducerande i Sverige. Inga underarter finns listade i Catalogue of Life.